# Into Battle
Into Battle — дебютный студийный альбом хеви-метал группы Brocas Helm, вышедший в 1984 году.

## Об альбоме
Диск был переиздан в 2005 году лейблом Eat Metal Records, включая в себя некоторые арты, бонус трек из альбома «Demo I», а также мультимедийный трек, концертной записи песни «Ravenwreck».

## Список композиций
1. «Metallic Fury» — 3:25
2. «Into Battle» — 3:56
3. «Here to Rock» — 3:06
4. «Beneath a Haunted Moon» — 3:47
5. «Warriors of the Dark» — 4:44
6. «Preludious» — 0:21
7. «Ravenwreck» — 3:29
8. «Dark Rider» — 5:27
9. «Night Siege» — 4:15
10. «Into the Ithilstone» — 4:36

## Дополнительные песни переиздания 2005 года
- «Into Battle» — 3:56
- «Ravenwreck» — 3:29
- «Into the Ithilstone» — 4:36
- «Here to Rock» — 3:06
- «Beneath a Haunted Moon» — 3:47

## Участники записи
- Bobbie Wright — Гитара, Вокал
- Jim Schumacher — Бас-гитара
- Jack Hays — Ударные
- John Grey — Гитара (исполнитель всех бонус треков)